# Шарлотт Хорнетс
«Шарло́тт Хорнетс» (англ. Charlotte Hornets) — профессиональный баскетбольный клуб, выступающий в Национальной баскетбольной ассоциации. Команда играет в Юго-Восточном дивизионе Восточной конференции НБА. Клуб был основан в 2004 году в результате расширения НБА, став 30-й командой лиги. Клуб базируется в городе Шарлотт, Северная Каролина. Ранее в этом городе выступал другой клуб НБА с таким же названием — «Шарлотт Хорнетс», в 2002 году переехавший в Новый Орлеан (в результате чего, соответственно, ставший наименоваться «Нью-Орлеан Хорнетс» — а впоследствии, с сезона 2013/2014, известный под своим нынешним названием: «Нью-Орлеан Пеликанс»). Домашней ареной «Хорнетс» является «Спектрум-центр» (до 2008 года называлась «Шарлотт Бобкэтс-арена», а затем до 2016 года «Тайм Уорнер Кейбл-арена»).
26 февраля 2010 года основным владельцем клуба стал знаменитый баскетболист Майкл Джордан, который с 2006 года являлся совладельцем команды.
Команда переименована в «Шарлотт Хорнетс» с сезона 2014/15, после того как команда Нового Орлеана в 2013 году отказалась от имени «Хорнетс».

## История клуба

### Создание «Бобкэтс»
До 2002 года в Шарлотт базировался клуб «Шарлотт Хорнетс». Однако в последние годы, несмотря на то, что «Хорнетс» показывали хорошую игру, у команды была одна из самых низких посещаемостей в лиге. Во многом это связано с негативным отношением жителей Шарлотт к владельцу клуба Джорджу Шинну. Сам же Шинн жаловался на недостаток VIP-лож в «Charlotte Coliseum» и, в конце концов, поставил ультиматум городу: или администрация города построит новую арену за свой счёт, или его команда переедет в другой город. Администрация города отказала Шинну в строительстве стадиона, в результате чего «Хорнетс» переехали в Новый Орлеан. НБА одобрила переезд команды, но пообещала Шарлотт, что через два года во время расширения лиги город получит новую команду. Несколько финансовых групп, включая бывшую звезду «Бостон Селтикс» Ларри Бёрда, заявили о своём желании стать хозяевами нового клуба. 18 декабря 2002 года группа, возглавляемая основателем Black Entertainment Television Робертом Джонсоном, была объявлена владельцем команды. Роберт Джонсон стал первым известным афроамериканцем — владельцем профессиональной спортивной команды в США. Другим совладельцем клуба стал рэпер Nelly.
Несмотря на неудачные попытки в прошлом полностью проспонсировать строительство новой арены, в 2002 году городские власти решили ввести налоги на гостиницы и на предметы роскоши для финансирования строительства новой арены.

### Выбор названия команды
В 2003 году Региональная спортивная комиссия Шарлотты провела конкурс «Помоги назвать команду» (англ. «Help Name The Team»). В рамках этого конкурса комиссия рассмотрела более 1250 названий. Среди присланных названий были и такие, которые пришлось сразу дисквалифицировать. Так было предложено назвать команду «Шарлотт Шинн Кикерс» (от англ. Shinn Kickers, «пинатели Шинна». Название связано с Джорджом Шинном, бывшим владельцем «Хорнетс», имевшего плохую репутацию в городе) или «Шарлотт Каролинас».
Среди названий, попавших в десятку лучших, было название «Шарлотт Кугэрз» (от англ. Cougars, пума). В Северной Каролине с 1969 по 1974 года играла команда «Каролина Кугэрз» из Американской баскетбольной ассоциации, однако, как выяснилось, никто об этой команде уже не помнит, поэтому от этого названия пришлось отказаться.
В тройку финалистов вошли названия «Шарлотт Бобкэтс» (от англ. Bobcats, рыжая рысь), «Шарлотт Флайт» (от англ. Flight, полёт) и «Шарлотт Дрэгонс». Название «Флайт» стала популярным из-за того, что многие жители Северной Каролины гордятся своим аэропортом Шарлотт Дуглас, а также потому, что братья Райт впервые осуществили свой полёт в Северной Каролине. В Северной Каролине также находится много военных баз, которые делают существенный вклад в бюджет штата. Однако от этого названия пришлось отказаться, потому что в США уже была баскетбольная команда «Хантсвилл Флайт» в Лиге развития НБА (англ. NBA Development League). Также негативное влияние на это название оказала проходящая в то время война в Ираке.
Из двух оставшихся названий лидером стало «Бобкэтс». Хотя в США более 10 любительских команд носит название «Бобкэтс», это название ни разу не брал никакой профессиональный клуб из главных спортивных лиг США. Согласно Комиссии по дикой природы Северной Каролины, рыси — эксперты по выживанию, атлетические и свирепые хищники, обитающие в Каролине. Также ходили слухи, что «Боб» связано с именем владельца команды Робертом «Бобом» Джонсом. Кроме того, в Шарлотте уже была команда «Каролина Пантерз» Национальной футбольной лиги, поэтому выбор названия, связанного с кошками, был разумным. Таким образом, в июне 2003 года было объявлено, что новая команда будет называться «Шарлотт Бобкэтс».

### 2004—2006: Первые годы
22 июня 2004 года состоялся драфт расширения, на котором «Бобкэтс» выбрало как опытных игроков, таких как Предраг Дробняк, так и молодых, таких как форвард «Сакраменто Кингз» Джеральд Уоллес. Команда также выменяла у «Лос-Анджелес Клипперс» право второго выбора на драфте 2004 года, который они потом использовали, чтобы выбрать Эмеку Окафора, центрового из Коннектикута. Впоследствии Окафор стал Новичком года 2005.
Свою первую игру «Бобкэтс» провели 4 ноября 2004 года. Во встрече с «Вашингтон Уизардс» «Бобкэтс» проиграли со счётом 103-96. Через два дня они выиграли свою первую игру в истории, победив «Орландо Мэджик» со счётом 111—100. В своей первой игре на домашней площадке «Бобкэтс» обыграли «Нью-Орлеан Хорнетс» в овер-тайме со счётом 94-93. В целом, первый сезон команда провела слабо, победив 18 раз при 64 поражениях, и заняла 4 место в дивизионе, обойдя только «Атланту Хокс». Во время драфта НБА 2005 года «Бобкэтс» выбрали двух игроков из Университета Северной Каролины — Реймонда Фелтона и Шона Мэя. С этими двумя новыми игроками и Окафором команда надеялись создать молодую и прочную основу для будущих сезонов. Сезон 2005/06 «Бобкэтс» закончили с результатом 26-56, который лишь слегка оказался лучше предыдущего. Во время драфта 2006 года команда выбрала Адама Моррисона под третьим номером драфта.
15 июня 2006 года «Бобкэтс» объявили, что легенда НБА и уроженец Северной Каролины Майкл Джордан купил миноритарный пакет акций команды. Как часть сделки, Джордан стал руководителем команды по баскетбольным операциям. После того, как Джордан стал одним из владельцев клуба, многие считали, что показатели команды улучшатся. Однако, несмотря на довольно сильную игру и победу над лидерами чемпионата «Кливленд Кавальерс» и «Сан-Антонио Спёрс», ноябрь «Бобкэтс» закончили с результатом 4-11. После Нового года ситуация немного улучшилась, хотя команда все равно слабо выступала в выездных играх. Закончил клуб сезон с результатом 33-49.
13 марта 2007 года Джордан объявил, что главный тренер Берни Бикерстаф, который руководил командой на протяжении трёх сезонов, будет уволен по окончании сезона. Кандидатами на эту должность называли Стэна Ван Ганди, Пола Сайласа, Херба Уильямса и Майка Фрателло. Двумя месяцами позже было объявлено, что главным тренером станет Сэм Винсент, бывший ассистент тренера «Даллас Маверикс».

### 2007: Сезон неудач
Во время межсезонья на пост генерального менеджера был нанят Род Хиггинс, занимавший такую же должность в «Голден Стэйт Уорриорз». Также в тренерский состав вошёл Фил Форд и Базз Питерсон, который был нанят из Прибрежного университета Каролины, где он работал главным баскетбольным тренером.
Во время драфта 2007 года был выбран Брэндан Райт под 8 номером. Позже он был обменян в «Голден Стэйт Уорриорз» на Джейсона Ричардсона. Лидер команды по набранным очкам в сезоне 2006/07 Джеральд Уоллес подписал новый шестилетний контракт. Однако все эти перестановки не принесли ожидаемого результата. Стартовали «Бобкэтс» хорошо, выиграв 6 из 10 стартовых матчей, однако затем последовала проигрышная серия из 6 игр. К Новому году игра немного наладилась, но в феврале команда выиграла всего 1 матч из 12. Сезон «Бобкэтс» завершили с результатом 32-50. 26 апреля 2008 года, спустя всего год работы с командой, Винсент был уволен со своего поста.

### 2008—2012: Эра Ларри Брауна
29 апреля 2008 года новым главным тренером «Бобкэтс» стал Ларри Браун. Браун, член Зала славы баскетбола, имел более чем 20-летний тренерский опыт работы в колледжах, Американской баскетбольной ассоциации и НБА.
Во время драфта 2008 года «Бобкэтс» выбрали под 9-м номером Ди Джея Августина из Техаса. В межсезонье клуб также подписал новый шестилетний контракт стоимостью 72 млн долларов с Окафором. Сезон команда стартовала с результатом 7-18. Для усиления команды 10 декабря 2008 года «Бобкэтс» обменяли в «Финикс Санз» Джейсона Ричардсона, Джарди Дадли и своё право выбора во втором раунде драфта 2010 года на Бориса Дьяо, Раджа Белла и Шона Синглтари. После некоторого подъёма в игре руководство клуба продолжило изменения в команде, и 7 февраля 2009 года Адам Моррисон, попавший в немилость у Брауна, был обменян в «Лос-Анджелес Лейкерс» на форварда Владимира Радмановича. Во время сезона 2008/09 команда очень близко подошла к своему первому выходу в плей-офф, выиграв в феврале 12 из 17 игр. Однако из-за проходивших в «Time Warner Cable Arena» соревнований по конкуру вынуждена была играть четыре последних матча сезона на выезде. Так много выездных игр в конце сезона не проводила ни одна команда за последние 12 лет. В итоге «Бобкэтс» выиграли всего 1 из 8 последних игр и закончили сезон с 35 победами, на 4 победы меньше, чем у 8-го места в конференции.
Во время драфта 2009 года команда выбрала под 12 номером Джеральда Хендерсона из Дьюка, а также Деррика Брауна из Ксавьера. 28 июля 2009 года «Бобкэтс» обменяли Эмеку Окафора в «Нью-Орлеан Хорнетс» на центрового Тайсона Чендлера. 16 ноября 2009 года «Бобкэтс» обменяли Раджу Белла и Владимира Радмановича в «Голден Стэйт Уорриорз» на Стивена Джексона и Эйси Ло.
18 февраля 2010 года «Бобкэтс» приобрели тяжёлого форварда Тайруса Томаса у «Чикаго Буллз», обменяв его на Эйси Ло, Флипа Маррея и право выбора в первом раунде будущего драфта. Также команда приобрела центрового Тео Рэтлиффа.
В июне 2009 года Джонсон объявил, что собирается продать клуб. Основными претендентами на покупку команды стали Джордан и бывший президент «Хьюстон Рокетс» Джордж Постолос. 27 февраля 2010 года было объявлено, что Джонсон решил продать «Бобкэтс» Джордану, а 17 марта Совет управляющих НБА единогласно одобрил сделку.
В сезоне 2009/10 «Бобкэтс» демонстрировали хорошую игру на домашней арене, однако на выезде входила в число 4 худших команд лиги по количеству выигранных игр на выезде. В сезоне команда c разгромным счётом 104-65 обыграла «Атланту Хокс» (рекорд клуба), а также установила рекорд по количеству подряд выигранных игр в своей истории — 6. 7 апреля 2010 года, благодаря решающему трёхочковому броску Ди Джея Августина, «Бобкэтс» обыграли «Нью-Орлеан Хорнетс» со счётом 104—103 и впервые за свою шестилетнюю историю вышли в плей-офф.
В плей-офф соперником «Бобкэтс» стала команда «Орландо Мэджик». «Мэджик» закончили сезон на первом месте Юго-восточного дивизиона (того же дивизиона, где выступает «Бобкэтс»). Во время регулярного чемпионата эти две команды встречались 4 раза, из которых 3 раза выиграли «Мэджик», и перед началом игр плей-офф фаворитом этой серии была команда из Орландо. 18 апреля 2010 года состоялся дебютный матч «Бобкэтс» в играх плей-офф. «Бобкэтс» проиграли в первом матче со счётом 98—89, а впоследствии вылетели из плей-офф, проиграв 4 игры подряд. Причиной провала называют слабую игру в атаке «Бобкэтс».
Сезон 2009/10 «Бобкэтс» окончили с результатом 44—38 и установили рекорд команды по победам в регулярном чемпионате 44, что на 9 побед больше лучшего в прошлом сезона. Общий результат за шесть сезонов в НБА составил 188—304 (38,2 %).
Сезон 2010/11 «Бобкэтс» начали с результатом 9-19, в результате чего Джордан уволил с поста главного тренера Брауна, а на его место нанял Пола Сайласа. Зимой команда обменяла Джеральда Уоллеса в «Портленд Трэйл Блэйзерс» на Джоэль Пжибилла, Шона Маркса, Данте Каннингема и два следующих выбора на драфте. Ветеран команды Назр Мохаммед был обменян в «Оклахома-Сити Тандер» на Ди Джея Уайта и Мо Петтерсона. Во время сезона Стивен Джексон сделал первый в истории клуба трипл-дабл. Под руководством Сайласа команда выступила с результатом 25-29, закончив сезон 34-48, и немного не дотянула до попадания в плей-офф, уступив занявшей 8-е место в конференции «Индиане Пэйсерс» 3 победы.
В сезоне 2011/12 «Бобкэтс» установили рекорд НБА, став самой худшей командой в истории лиги по проценту побед: 7 побед в 66 матчах (10,6 %) До этого сезона рекорд принадлежал «Филадельфии Сиксерз» 1973 года: 9 побед в 82 матчах (11 %).
На драфте НБА 2020 года под 3-м номером «Хорнетс» выбрали разыгрывающего Ламело Болла.
В марте 2023 спортивный канал ESPN сообщил о том, что Джордан готов продать контрольный пакет акций франшизы «Хорнетс».

## Домашняя арена
Свой первый сезон «Бобкэтс» провели в «Charlotte Coliseum». В межсезонье 2005 года была построена новая домашняя арена команды «Шарлотт Бобкэтс арена». В 2008 году «Бобкэтс» продали права на название арены крупнейшему провайдеру кабельного телевидения Шарлотты Time Warner Cable. Согласно договору, в обмен на права на название, Time Warner освобождает «Бобкэтс» от телевизионного контракта, который ограничивал показ игр «Бобкэтс» на региональных и спутниковых каналах.

## Болельщики
Посещаемость домашних игр «Бобкэтс» одна из самых низких в чемпионате и по средней посещаемости ни разу не поднималась выше 22 места. Это связано с довольно слабой игрой в чемпионате (команда не поднималась выше 4-го места в дивизионе) и из-за того, что до сезона 2009/10 команда ни разу не попадала в плей-офф. В сезоне 2009/10 интерес болельщиков к «Бобкэтс» возрос, частично из-за того, что Джордан стал основным владельцем, частично из-за того, что команда стала лучше играть. В последнем сезоне «Бобкэтс» установили рекорд команды по победам в регулярном чемпионате, вышли в плей-офф. Один из лидеров и единственный игрок команды, играющей в ней с первого сезона, Джеральд Уоллес принял участие в матче всех звёзд НБА. К тому же ещё одна местная команда «Каролина Пантерз» из Национальной футбольной лиги не вышла в плей-офф. В межсезонье 2010 года было обновлено 91 % сезонных подписок и куплено 1575 новых сезонных абонементов на сезон 2010/11, который начинается в октябре. У клуба добавилось ещё 40 новых корпоративных спонсоров к имеющимся 53.
После того как Джордан стал основным владельцем, для увеличения популярности команды, в каждой домашней игре стали выбираться два болельщика, которые соревнуются в трёхочковых бросках. Победитель, и весь ряд, на котором сидел победитель, получают в подарок по паре фирменных кроссовок Air Jordans, стоимостью 170 долларов.

## Игроки

### Индивидуальные награды игроков
Курсивом выделены игроки, выступавшие за «Шарлотт Бобкэтс»

| Новичок года НБА - Ларри Джонсон — 1992 - Эмека Окафор — 2005 Лучший шестой игрок - Делл Карри — 1994 Самый ценный игрок матча всех звёзд - Глен Райс — 1997 Менеджер года - Боб Басс — 1997 | Вторая сборная всех звёзд НБА - Ларри Джонсон — 1993 - Глен Райс — 1997 Третья сборная всех звёзд НБА - Энтони Мэйсон — 1997 - Глен Райс — 1998 - Эдди Джонс — 2000 Первая сборная всех звёзд защиты - Джеральд Уоллес — 2010 Вторая сборная всех звёзд защиты - Энтони Мэйсон — 1997 - Эдди Джонс — 1999, 2000 - Пи Джей Браун — 2001 | Первая сборная новичков НБА - Кендалл Гилл — 1991 - Ларри Джонсон — 1992 - Алонзо Моурнинг — 1993 - Эмека Окафор — 2005 Вторая сборная новичков НБА - Рекс Чэпммен — 1989 - Джей Ар Рейд — 1990 - Рэймонд Фелтон — 2006 - Вальтер Херрманн — 2007 - Адам Моррисон — 2007 - Ди Джей Августин — 2009 - Майкл Кидд-Гилкрист — 2013 |

### Закреплённые номера
| Закреплённые номера «Шарлотт Хорнетс» |             |         |                |
| №                                     | Игрок       | Позиция | Года в команде |
| 13                                    | Бобби Филлс | З       | 1997-2000 *    |

* «Шарлотт Хорнетс» закрепили за Филлисом номер после того, как игрок погиб в автомобильной аварии.

## Текущий состав
| \| Поз. \| № \| Гражд. \| Имя \| Рост \| Вес \| Откуда \| \| ---- \| -- \| ---------------------- \| ---------------- \| ------ \| ------ \| -------------------- \| \| Ф \| 0 \| ! \| Майлз Бриджес \| 201 см \| 102 кг \| Мичиган Стэйт \| \| З \| 1 \| ! \| Ламело Болл \| 201 см \| 82 кг \| Академия SPIRE \| \| Ф \| 2 \| ! \| Грант Уильямс \| 198 см \| 107 кг \| Теннесси \| \| З/Ф \| 3 \| ! \| Дакуан Джеффрис \| 196 см \| 101 кг \| Талса \| \| Ц \| 5 \| ! \| Марк Уильямс \| 213 см \| 110 кг \| Дьюк \| \| З \| 7 \| ! \| Дэмион Бо \| 193 см \| 88 кг \| ТКУ \| \| З \| 8 \| ! \| Ник Смит \| 196 см \| 84 кг \| Арканзас \| \| З \| 9 \| ! \| Уэнделл Мур \| 196 см \| 98 кг \| Дьюк \| \| З/Ф \| 10 \| Австралия ! \| Джош Грин \| 196 см \| 91 кг \| Аризона \| \| Ц \| 11 \| Босния и Герцеговина ! \| Юсуф Нуркич \| 213 см \| 132 кг \| Босния и Герцеговина \| \| З \| 12 \| Нигерия ! \| Джош Окоги \| 193 см \| 97 кг \| Джорджия Тех \| \| Ц \| 14 \| Франция ! \| Мусса Диабате \| 211 см \| 95 кг \| Мичиган \| \| З \| 23 \| ! \| Тре Мэнн \| 191 см \| 88 кг \| Флорида \| \| З/Ф \| 24 \| ! \| Брэндон Миллер \| 206 см \| 91 кг \| Алабама \| \| З \| 25 \| ! \| Кей Джей Симпсон \| 185 см \| 86 кг \| Колорадо \| \| З \| 30 \| ! \| Сет Карри \| 185 см \| 84 кг \| Дьюк \| \| Ф \| 31 \| Франция ! \| Тиджан Салон \| 206 см \| 99 кг \| Франция \| \| Ф/Ц \| 67 \| ! \| Тадж Гибсон \| 206 см \| 105 кг \| УСК \| | Главный тренер - Чарльз Ли Ассистенты тренера - Джермэйн Бакнор - Райан Фрейзер - Мэт Хилл - Крис Джент - Джош Лонгстафф - Блэин Мюллер - Зак Питерсон - Ламар Скитер Состав • Переходы Последнее изменение: 14 апреля 2025 года |                        |                  |        |        |                      |
| Поз. | № | Гражд.                 | Имя              | Рост   | Вес    | Откуда               |
| Ф | 0 | !                      | Майлз Бриджес    | 201 см | 102 кг | Мичиган Стэйт        |
| З | 1 | !                      | Ламело Болл      | 201 см | 82 кг  | Академия SPIRE       |
| Ф | 2 | !                      | Грант Уильямс    | 198 см | 107 кг | Теннесси             |
| З/Ф | 3 | !                      | Дакуан Джеффрис  | 196 см | 101 кг | Талса                |
| Ц | 5 | !                      | Марк Уильямс     | 213 см | 110 кг | Дьюк                 |
| З | 7 | !                      | Дэмион Бо        | 193 см | 88 кг  | ТКУ                  |
| З | 8 | !                      | Ник Смит         | 196 см | 84 кг  | Арканзас             |
| З | 9 | !                      | Уэнделл Мур      | 196 см | 98 кг  | Дьюк                 |
| З/Ф | 10 | Австралия !            | Джош Грин        | 196 см | 91 кг  | Аризона              |
| Ц | 11 | Босния и Герцеговина ! | Юсуф Нуркич      | 213 см | 132 кг | Босния и Герцеговина |
| З | 12 | Нигерия !              | Джош Окоги       | 193 см | 97 кг  | Джорджия Тех         |
| Ц | 14 | Франция !              | Мусса Диабате    | 211 см | 95 кг  | Мичиган              |
| З | 23 | !                      | Тре Мэнн         | 191 см | 88 кг  | Флорида              |
| З/Ф | 24 | !                      | Брэндон Миллер   | 206 см | 91 кг  | Алабама              |
| З | 25 | !                      | Кей Джей Симпсон | 185 см | 86 кг  | Колорадо             |
| З | 30 | !                      | Сет Карри        | 185 см | 84 кг  | Дьюк                 |
| Ф | 31 | Франция !              | Тиджан Салон     | 206 см | 99 кг  | Франция              |
| Ф/Ц | 67 | !                      | Тадж Гибсон      | 206 см | 105 кг | УСК                  |

## Статистика
За 9 сезонов своего существования (до 2013 года) «Шарлотт Бобкэтс» лишь однажды вышли в плей-офф НБА, не выиграв ни одной игры пост-сезона. Наилучший показатель побед-поражений команды был 44-38 в сезоне 2009/10, худший результат был 7-59 в сезоне 2011/12, став самой худшей командой в истории лиги по проценту побед (10,6 %).
Статистика, откорректированная по состоянию на конец сезона 2012/13.
| Чемпионы лиги | Чемпионы конференции | Чемпионы дивизиона | Попадание в плей-офф |

| Сезон                     | Лига                      | Регулярный сезон          | Регулярный сезон          | Регулярный сезон          | Регулярный сезон          | Регулярный сезон | Регулярный сезон | Регулярный сезон | Плей-офф                              |           |
| Сезон                     | Лига                      | Конференция               | Место                     | Дивизион                  | Место                     | Победы           | Поражения        | Процент          | Плей-офф                              |           |
| ------------------------- | ------------------------- | ------------------------- | ------------------------- | ------------------------- | ------------------------- | ---------------- | ---------------- | ---------------- | ------------------------------------- | --------- |
| 2006/2007                 | НБА                       | Восточная                 | 11-е                      | Юго-Восточный дивизион    | 4-е                       | 33               | 49               | 40,2             |                                       |           |
| 2007/2008                 | НБА                       | Восточная                 | 11-е                      | Юго-Восточный дивизион    | 4-е                       | 32               | 50               | 39,0             |                                       |           |
| 2008/2009                 | НБА                       | Восточная                 | 10-е                      | Юго-Восточный дивизион    | 4-е                       | 35               | 47               | 42,7             |                                       |           |
| 2009/2010                 | НБА                       | Восточная                 | 7-е                       | Юго-Восточный дивизион    | 4-е                       | 44               | 38               | 53,7             | Проиграли в первом раунде Орландо 0—4 |           |
| 2010/2011                 | НБА                       | Восточная                 | 10-е                      | Юго-Восточный дивизион    | 4-е                       | 34               | 48               | 41,5             |                                       |           |
| 2011/2012                 | НБА                       | Восточная                 | 15-е                      | Юго-Восточный дивизион    | 5-е                       | 7                | 59               | 10,6             |                                       |           |
| 2012/2013                 | НБА                       | Восточная                 | 14-е                      | Юго-Восточный дивизион    | 4-е                       | 21               | 61               | 25,6             |                                       |           |
| 2013/2014                 | НБА                       | Восточная                 | 7-е                       | Юго-Восточный дивизион    | 3-е                       | 43               | 39               | 52,4             | Проиграли в первом раунде Майами 0-4  |           |
| Всего в регулярном сезоне | Всего в регулярном сезоне | Всего в регулярном сезоне | Всего в регулярном сезоне | Всего в регулярном сезоне | Всего в регулярном сезоне | 259              | 472              | 34,6             | 2004—2013                             | 2004—2013 |
| Всего в серии плей-офф    | Всего в серии плей-офф    | Всего в серии плей-офф    | Всего в серии плей-офф    | Всего в серии плей-офф    | Всего в серии плей-офф    | 0                | 4                | 0                | 2004—2013                             | 2004—2013 |

## Руководство
Главные тренеры
- 2003—2007: Берни Бикерстафф
- 2007—2008: Сэм Винсент
- 2008—2010: Ларри Браун
- 2010—2012: Пол Сайлас
- 2012—2013: Майк Данлэп
- 2013—2018: Стив Клиффорд
- 2018—наст.время: Джеймс Боррего

## Символика

### Эмблема
Первоначальной основной эмблемой команды была эмблема, изображающая профиль рыси в движении. Альтернативной эмблемой была оранжевая голова рыси на голубо-серебряном баскетбольном мяче. В 2008 году была представлена новая основная эмблема, а бывшая основная эмблема стала использоваться как альтернативная. Бывшая альтернативная эмблема больше не использовалась. Новая основная эмблема изображала оранжево-голубую морду рыси с частью серебряного баскетбольного мяча в правом углу. Новая эмблема была размещена в центре площадки «Time Warner Cable Arena», в оформлении арены и на форме игроков. 20 июня 2012 года команда изменила раскраску своей эмблемы, в которой основными цветами стали тёмный оттенок синего и серые цвета.

### Форма
Домашняя форма «Бобкэтс» была белой с надписью «Bobcats» на груди и с оранжево-голубо-чёрной отделкой. Гостевая форма была оранжевой с надписью «Charlotte» с бело-голубо-чёрной отделкой. В межсезонье 2006 года «Бобкэтс» анонсировали новую альтернативную форму. Форма была голубой с белой надписью «Bobcats» с черно-оранжево-белой отделкой. Перед сезоном 2009/10 «Бобкэтс» сменили дизайн своей формы. Новая форма стала смесью старой формы «Шарлотт Хорнетс» и цветов «Бобкэтс». Домашняя форма стала белой с голубой надписью «Bobcats» и оранжево-белой отделкой. Гостевая форма стала голубой с белой надписью «Charlotte». Оба дизайна включают в себя серебряные завитки, такие как были на форме «Хорнетс». В 2012 году клуб вновь изменил цветовую схему своей формы, став использовать больше тёмно-синих и серых цветов. В домашней форме надпись «Bobcats» была заменена на просто «Cats».

### Талисман и группа поддержки
Талисманом команды является Руфус Линкс (англ. Rufus Lynx) — оранжевая рысь. Группа поддержки «Бобкэтс» «Леди Кэтс» (англ. «Lady Cats») — одна из самых популярных в лиге. На конкурсе Dance Team Bracket 2010 «Леди Кэтс» завоевали первое место.

## Спонсоры
У команды более 90 спонсоров. Основные спонсоры команды — Coca-Cola, Anheuser-Busch InBev, Lowe's, Presbyterian Hospital, Duke Energy, Feastables. Права на названия арены принадлежат компании Time Warner Cable.

## Освещение в СМИ
Перед первым сезоном «Бобкэтс» в НБА Джонсон заключил договор с компанией Time Warner о создании Carolinas Sports Entertainment Television (C-SET), местной спортивной телевизионной сети. Эта компания показывала 60 матчей «Бобкэтс» в Северной Каролине, игры также транслировались на канале Comporium Cable в Южной Каролине. Однако позже Time Warner перевёл канал C-SET в свой цифровой пакет, чтобы попытаться перевести своих клиентов на свои цифровые сервисы. Time Warner также отказал DirecTV и Dish Network транслировать свои программы. В результате большая часть западной части Каролины и те, у кого не было цифрового телевидения, остались без трансляций «Бобкэтс».
C-SET обанкротилось в день драфта 2005 года, после чего большинство игр стали транслировать на канале News 14 Carolina, кабельном новостном канале Time Warner Cable’s systems, показывающем в Шарлотте и в районах Триад (англ. Triad) и Рисёч Триангл (англ. The Research Triangle). Таким образом, жители Южной Каролины, восточной и западной частей Северной Каролины остались без матчей «Бобкэтс». Канал News 14 также не транслировался по спутниковому телевидению.
В 2008 году «Бобкэтс» подписали с Time Warner Cable договор, по которому TWC получает права на названия арены, а «Бобкэтс» получает право подписать контракт с Fox Sports South. Последние 5 игр сезона 2007/08 и 70 игр сезона 2008/09 транслировались на канале Fox Sports South и в сети SportSouth в Северной и Южной Каролине. В настоящее время игры «Бобкэтс» транслируются на канале Fox Sports Carolinas, но только в Северной Каролине. Ограничения до сих пор запрещают трансляцию игр в Южной Каролине.
Некоторые игры транслируются разными телевизионными сетями в Северной Каролине, Южной Каролине и в Виргинии.